# معاهده لیما
معاهده لیما (انگلیسی: Treaty of Lima) مجموعه ای از اسناد امضا شده میان پرو و شیلی است که طی آن طرفین ضمن تقسیم اراضی توافق کردند تا شیلی شش میلیون دلار به پرو به عنوان خسارت پرداخت کند.